# 首都圏整備委員会
首都圏整備委員会（しゅとけんせいびいいんかい）は、かつて存在した日本の行政機関。

## 概要
首都圏整備委員会は、1956年（昭和31年）6月9日、首都圏整備法（昭和31年法律第83号）に基づいて、総理府の外局として設置された行政機関である。同委員会は、国家行政組織法3条2項に基づく、いわゆる三条委員会（行政委員会）で（首都圏整備法3条）、首都建設法（昭和25年法律第219号）3条に基づいて設置された建設省の外局である首都建設委員会の事務を引き継いだ。1974年（昭和49年）6月26日に廃止され、同日に設置された国土庁が事務を引き継いだ。

## 所掌事務・権限
首都圏整備委員会の所掌事務及び権限は、以下の通り。
1. 首都圏整備計画の作成及びその作成のため必要な調査を行うこと。
2. 首都圏整備計画の実施に関する事務について必要な調整を行い、及びその実施を推進すること。
3. その他法律（これに基く命令を含む。）の定めるところにより委員会の権限に属させられた事項を実施すること。

また、首都圏整備委員会は、法律又はこれに基く政令の定めるところにより、その権限に属する事項を執行するため必要な手続その他の事項について、首都圏整備委員会規則を定めることができた。

## 組織・部局
首都圏整備委員会は、委員長及び委員4人で組織された。委員は、衆参両議院の同意を得て、内閣総理大臣が任命した。首都圏整備委員会委員長は国務大臣を以て充てることとされ、初代の首都圏整備委員会委員長には第3次鳩山一郎内閣の国務大臣・馬場元治（建設大臣を兼任）が就任した。
首都圏整備委員会には事務局が置かれ、事務局には二つの部が置かれた。さらに、首都圏整備委員会の諮問に応じ、審議会の権限に属させられた事項その他委員会の所掌事務に関する重要事項について調査審議するため、首都圏整備審議会が置かれた。
委員会
- 委員長
- 委員

事務局
- 計画第一部
- 計画第二部

審議会
- 首都圏整備審議会

## 歴代委員長
- 辞令のある再任は代として数え、辞令のない留任は数えない。
- 臨時代理等は空位の場合のみ記載し、海外出張等の一時不在代理は記載しない。
- 第9代川島正次郎以外は建設大臣の兼任。

| 代 |               | 氏名         | 内閣                            | 在任期間                                     | 本務・兼務等                                                      |
| -- | ------------- | ------------ | ------------------------------- | -------------------------------------------- | ----------------------------------------------------------------- |
| 1  |               | 馬場元治     | 第3次鳩山一郎内閣               | 1956年06月09日 - 1956年12月23日              | 建設大臣                                                          |
| -  |               | 石橋湛山     | 石橋内閣                        | 1956年12月23日                               | 内閣総理大臣による事務取扱                                        |
| 2  |               | 南條徳男     | 石橋内閣                        | 1956年12月23日 - 1957年02月25日              | 建設大臣                                                          |
| 3  | 第1次岸内閣   | 南條徳男     | 1957年02月25日 - 1957年07月10日 | 建設大臣                                     |                                                                   |
| 4  |               | 根本龍太郎   | 第1次岸内閣 改                  | 1957年07月10日 - 1958年06月12日              | 建設大臣                                                          |
| 5  |               | 遠藤三郎     | 第2次岸内閣                     | 1958年06月12日 - 1959年06月18日              | 建設大臣                                                          |
| 6  |               | 村上勇       | 第2次岸内閣 改                  | 1959年06月18日 - 1960年07月19日              | 建設大臣・北海道開発庁長官                                        |
| 7  |               | 橋本登美三郎 | 第1次池田内閣                   | 1960年07月19日 - 1960年12月08日              | 建設大臣                                                          |
| 8  |               | 中村梅吉     | 第2次池田内閣                   | 1960年12月08日 - 1962年07月18日              | 建設大臣                                                          |
| 9  |               | 川島正次郎   | 第2次池田内閣 改2               | 1962年7月18日 - 1962年11月02日               | 本務、兼任：行政管理庁長官・北海道開発庁長官                      |
| 10 |               | 河野一郎     | 第2次池田内閣 改2               | 1962年11月02日 - 1963年12月09日              | 建設大臣、近畿圏整備長官（1963年7月10日以降）                     |
| 11 | 第3次池田内閣 | 河野一郎     | 1963年12月09日 - 1964年07月18日 | 建設大臣、近畿圏整備長官                     |                                                                   |
| 12 |               | 小山長規     | 第3次池田内閣 改                | 1964年07月18日 - 1964年11月09日              | 建設大臣、近畿圏整備長官                                          |
| 13 | 第1次佐藤内閣 | 小山長規     | 1964年11月09日 - 1965年06月03日 | 建設大臣、近畿圏整備長官                     |                                                                   |
| 14 |               | 瀬戸山三男   | 第1次佐藤内閣 改1               | 1965年06月03日 - 1966年08月01日              | 建設大臣、近畿圏整備長官 中部圏開発整備長官（1966年7月1日以降）   |
| 15 |               | 橋本登美三郎 | 第1次佐藤内閣 改2               | 1966年08月01日 - 1966年12月03日              | 建設大臣、近畿圏整備長官、中部圏開発整備長官                      |
| 16 |               | 西村英一     | 第1次佐藤内閣 改3               | 1966年12月03日 - 1967年02月17日              | 建設大臣、近畿圏整備長官、中部圏開発整備長官                      |
| 17 | 第2次佐藤内閣 | 西村英一     | 1967年02月17日 - 1967年11月25日 | 建設大臣、近畿圏整備長官、中部圏開発整備長官 |                                                                   |
| 18 |               | 保利茂       | 第2次佐藤内閣 改1               | 1967年11月25日 - 1968年11月30日              | 建設大臣、近畿圏整備長官、中部圏開発整備長官                      |
| 19 |               | 坪川信三     | 第2次佐藤内閣 改2               | 1968年11月30日 - 1970年01月14日              | 建設大臣、近畿圏整備長官、中部圏開発整備長官                      |
| 20 |               | 根本龍太郎   | 第3次佐藤内閣                   | 1970年01月14日 - 1971年07月05日              | 建設大臣、近畿圏整備長官、中部圏開発整備長官                      |
| 21 |               | 西村英一     | 第3次佐藤内閣 改                | 1971年07月05日 - 1972年07月07日              | 建設大臣、近畿圏整備長官、中部圏開発整備長官                      |
| 22 |               | 木村武雄     | 第1次田中内閣                   | 1972年07月07日 - 1972年12月22日              | 建設大臣、近畿圏整備長官、中部圏開発整備長官 国家公安委員会委員長 |
| 23 |               | 金丸信       | 第2次田中内閣                   | 1972年12月22日 - 1973年11月25日              | 建設大臣、近畿圏整備長官、中部圏開発整備長官                      |
| 24 |               | 亀岡高夫     | 第2次田中内閣 改1               | 1973年11月25日 - 1974年06月26日              | 建設大臣、近畿圏整備長官、中部圏開発整備長官                      |